# Нельзя умирать, Чингисхан
«Нельзя умирать, Чингисхан» (монг. Үхэж үл болно — Чингис хаан) — монгольский фильм 2008 года, основанный на биографии Тэмуджина — молодого Чингисхана и повествующий о его пути к объединению враждующих монгольских племён в единое государство. Режиссёр — Лхагвын Эрдэнэбулган, автор сценария — Сорогдогийн Жаргалсайхан.
Премьера фильма состоялась 13 августа 2008 года.

## В ролях
| Актёр                   | Роль                 |
| ----------------------- | -------------------- |
| Цэгмидийн Төмөрбаатар   | Тэмуджин (Чингисхан) |
| Пүрэвдоржийн Цэрэндагва | Джамуха              |
| Намсрайн Сувд           | Оэлун                |
| Бэх-Очирын Жаргалсайхан | Хасар                |
| Ишдоржийн Одончимэг     | Бортэ                |
| Лхагвын Дэмидбаатар     | Нилха-Сангум         |
| Гомбын Золбоот          | Боорчу               |